# Hvid hestehov
Hvid hestehov (Petasites albus) er en plante i kurvblomst-familien. Den ligner rød hestehov, men kronerne er hvidlige og bladene er under 25 centimeter lange. I Danmark findes den især i Sydøstjylland i skove ved kilder.